# Circuit des Deux Ponts
Le Circuit des Deux Ponts est une course cycliste française disputée au mois de septembre à Culan (Cher). Organisée depuis 1945, cette épreuve fait partie du calendrier national de la Fédération française de cyclisme. Elle figure également au programme du Challenge du Boischaut-Marche.
La course ne doit pas être confondu avec l'autre Circuit des Deux Ponts, disputé à Montluçon.

## Palmarès
| Année | Vainqueur                  | Deuxième                 | Troisième                |
| ----- | -------------------------- | ------------------------ | ------------------------ |
| 1945  | Jean Parillaud             | Robert Hamedi            | Paul Daligot             |
| 1946  | Marino Contarin            | Yves Pierracci           | Robert Godard            |
| 1947  | Marcel Dussault            | Dominique Contarin       | Attilio Contarin         |
| 1948  | Philippe Martineau         | Lucien Lauk              | Albert Bourlon           |
| 1949  | Julien Conan               | Philippe Martineau       | Yves Pierracci           |
| 1950  | André Danguillaume         | Julien Conan             | Jean-Marie Cieleska      |
| 1951  | Jean-Pierre Munch          | René Depardieu           | Pierre Pelle             |
| 1952  | Georges Meunier            | Roger Walkowiak          | Robert Germes            |
| 1953  | Jean Brialy                | René Depardieu           | Jean-Marie Cieleska      |
| 1954  | Raymond Guégan             | Olivier Dessolles        | Jacques Renaud           |
| 1955  | Roger Walkowiak            | Jean Pué                 | Jean Danguillaume        |
| 1956  | Jean Jeugnet               | Cheme                    | Michel Dejouhannet       |
| 1957  | Henri Cieleska             | Jean Danguillaume        | Georges Avignon          |
| 1958  | Jean Pué                   | Alain Le Grevès          | Georges Avignon          |
| 1959  | Georges Avignon            | Guy Courson              | Jean Danguillaume        |
| 1960  | Jean Danguillaume          | Gérard Le Bourhis        | Robert Plantureux        |
| 1961  | Claude Mazeaud             | Claude Gabard            | Yves Chabrier            |
| 1962  | Jack André                 | Claude Primout           | Pierre Tymen             |
| 1963  | Maurice Rejasse            | Georges Demay            | Francis Allard           |
| 1964  | André Dagouret             | Henri Cieleska           | Yves Vignolles           |
| 1965  | Henri Cieleska             | Gérard Le Bourhis        | André Desvages           |
| 1966  | Albert Peter               | Corbet                   | Yves Chabrier            |
| 1967  | Bernard Beaufrère          | Claude Mazeaud           | Claude Perrotin          |
| 1968  | Claude Perrotin            | Jean-Pierre Puccianti    | François Coquery         |
| 1969  | Claude Perrotin            | Baboin                   | Michel Dejouhannet       |
| 1970  | Claude Perrotin            | Daniel Girondeau         | André Vilpellet          |
| 1971  | Daniel Domin               | Jean-Claude Meunier      | Yves Rault               |
| 1972  | André Vilpellet            | Patrick Stefanaggi       | Yves Rault               |
| 1973  | Jean-Paul Lafaix           | Ligat                    | Lebrun                   |
| 1974  | Jean-Claude Giraudon       | Jacky Hélion             | Michel Grain             |
| 1975  | Yves Vignolles             | Guy Courtois             | Claude Perrotin          |
| 1976  | Gérard Besnard             | Guy Dubois               | Michel Grain             |
| 1977  | Michel Grain               | Daniel Lafaix            | André Vilpellet          |
| 1978  | Alain Vidalie              | Jean Pinault             | Daniel Lafaix            |
| 1979  | Alain Vidalie              | Thierry Barrault         | Jean-Pierre Paranteau    |
| 1980  | Daniel Lafaix              | Claude Benis             | Bernard Riaute           |
| 1981  | Dominique Landreau         | Christian Poirier        | Thierry Barrault         |
| 1982  | Christian Poirier          | Marc Lagrange            | Jean-Pierre Paranteau    |
| 1983  | Pascal Chaumet             | Jean-Luc Vernisse        | Michel Dupuytren         |
| 1984  | Thierry Sénéchal           | Dominique Landreau       | Thierry Sigonnaud        |
| 1985  | Alain Ruiz                 | Jean Pinault             | Jean Chassang            |
| 1986  | Alain Ruiz                 | Jean-Luc Vernisse        | Gérard Caudoux           |
| 1987  | Zbigniew Szczepkowski (pl) | Roman Cieślak            | Dominique Lardin         |
| 1988  | Éric Fouix                 | Henryk Charucki (pl)     | Andrzej Pożak            |
| 1989  | Mieczysław Karłowicz       | Henryk Charucki (pl)     | Alain Ruiz               |
| 1990  | Nicolas Dubois             | Éric Fouix               | Mariano Martinez         |
| 1991  | Bruno Huger                | Éric Fouix               | Alain Ruiz               |
| 1992  | Pascal Galtier             | Stéphane Cueff           | Claude Lamour            |
| 1993  | Olivier Ouvrard            | Alex Pedersen            | Éric Fouix               |
| 1994  | Christopher Bercy          | Jean-Pierre Duracka      | Jérôme Gannat            |
| 1995  | Vincent Cali               | Miguel Martinez          | Jérôme Gannat            |
| 1996  | Christophe Gauthier        | David Fouchet            | Christophe Paulvé        |
| 1997  | René Taillandier           | Karl Zoetemelk           | Marc Thévenin            |
| 1998  | Guillaume Judas            | Jean-Philippe Thibault   | Marc Thévenin            |
| 1999  | Jérémie Dérangère          | Marc Thévenin            | Pascal Peyramaure        |
| 2000  | Alain Saillour             | Plamen Stoyanov          | Olivier Maignan          |
| 2001  | Franck Faugeroux           | Pascal Peyramaure        | Pascal Pofilet           |
| 2002  | Nicolas Dumont             | Stéphane Auroux          | Oleg Joukov              |
| 2003  | Jérémie Dérangère          | Marc Staelen             | Renaud Dion              |
| 2004  | Samuel Bonnet              | Tony Cavet               | Alain Saillour           |
| 2005  | Paul Brousse               | Jérémie Dérangère        | Yvan Sartis              |
| 2006  | Paul Brousse               | Benoît Luminet           | Sébastien Fournet-Fayard |
| 2007  | Kalle Kriit                | Sébastien Fournet-Fayard | Stéphane Bénetière       |
| 2008  | Benoît Luminet             | Stéphan Ravaleu          | Nicolas Maire            |
| 2009  | Samuel Plouhinec           | Paul Brousse             | Rudy Lesschaeve          |
| 2010  | Yann Moritz                | Yannick Martinez         | Julien Guay              |
| 2011  | Sébastien Fournet-Fayard   | Yannick Martinez         | Romain Bardet            |
| 2012, | Jérôme Mainard             | Mickaël Larpe            | Romain Combaud           |
| 2013  | Romain Campistrous         | Thomas Girard            | Sébastien Fournet-Fayard |
| 2014  | Romain Combaud             | Jérôme Mainard           | Sébastien Fournet-Fayard |
| 2015  | Mickaël Larpe              | Sébastien Fournet-Fayard | Axel Gagliardi           |
| 2016  | Paul Sauvage               | Pierre Bonnet            | Samuel Plouhinec         |
| 2017  | Geoffrey Bouchard          | Clément Carisey          | Florian Dufour           |
| 2018  | Pierre Bonnet              | Jaakko Hänninen          | Clément Carisey          |
| 2019  | Sébastien Fournet-Fayard   | Pierre Almeida           | Maxime Roger             |
| 2020  | Stefan Bennett             | Alexandre Delettre       | Damien Poisson           |
| 2021  | Florent Castellarnau       | Giacomo Ballabio         | Thomas Devaux            |
| 2022  | Giacomo Ballabio           | Tao Quéméré              | Mickaël Guichard         |
| 2023  | Rémi Capron                | Mickaël Guichard         | Alexandre Jamet          |
| 2024  | Titouan Margueritat        | Louis Hardouin           | Axel Chatelus            |